# Maddalena di Jülich-Kleve-Berg
Maddalena di Jülich-Kleve-Berg (Kleve, 2 novembre 1553 – Meisenheim, 30 agosto 1633) nacque come principessa di Jülich-Kleve-Berg e divenne principessa del Palatinato-Zweibrücken.

## Biografia
Era figlia del duca Guglielmo di Jülich-Kleve-Berg e dell'arciduchessa Maria d'Austria, figlia dell'imperatore Ferdinando I d'Asburgo.
Per parte di madre era dunque imparentata con la casa reale spagnola, oltre che con gli Asburgo austriaci.
Venne data in sposa a Bergzabern nel 1579 al Principe Elettore Giovanni I del Palatinato-Zweibrücken.
Diede al marito dodici figli:
- Luigi Guglielmo (Zweibrücken, 28 novembre 1580-Zweibrücken, 26 marzo 1581);
- Maria Elisabetta (Zweibrücken, 7 novembre 1581-Lauterecken, 18 agosto 1637);
- Anna Maddalena (Zweibrücken, 11 gennaio 1583-Zweibrücken, 7 febbraio 1583);
- Giovanni II (Bergzabern, 26 marzo 1584-Metz, 9 agosto 1635);
- Federico Casimiro (Zweibrücken, 10 giugno 1585-Montfort-en-Auxois, 30 settembre 1645);
- Elisabetta Dorotea (Zweibrücken, 16 luglio 1586-23 novembre 1593);
- un figlio (24 febbraio 1588);
- Giovanni Casimiro (Zweibrücken, 20 aprile 1589-Stegeborg, 18 giugno 1652);
- una figlia (7 giugno 1590);
- Amalia Giacomina Enrichetta (Zweibrücken, 26 settembre 1592-Düsseldorf 18 maggio 1655);
- un figlio (28 settembre 1593);
- Anna Caterina (28 luglio 1597-Kirkel, 2 dicembre 1597).

## Ascendenza
|                                |                     |                          | Genitori                    |  |  | Nonni |  |  | Bisnonni             |  |  | Trisnonni           |  |
|                                |                     |                          |                             |  |  |       |  |  | Giovanni II di Kleve |  |  | Giovanni I di Kleve |  |
|                                |                     |                          |                             |  |  |       |  |  | Giovanni II di Kleve |  |  | Giovanni I di Kleve |  |
|                                |                     | Elisabetta di Nevers     |                             |  |  |       |  |  | Giovanni II di Kleve |  |  |                     |  |
| Giovanni III di Kleve          |                     |                          |                             |  |  |       |  |  | Giovanni II di Kleve |  |  |                     |  |
|                                |                     | Matilde d'Assia          | …                           |  |  |       |  |  |                      |  |  |                     |  |
|                                |                     | Matilde d'Assia          | …                           |  |  |       |  |  |                      |  |  |                     |  |
|                                |                     | Matilde d'Assia          | …                           |  |  |       |  |  |                      |  |  |                     |  |
| Guglielmo di Jülich-Kleve-Berg |                     | Matilde d'Assia          |                             |  |  |       |  |  |                      |  |  |                     |  |
|                                |                     | Guglielmo di Jülich-Berg | Gerardo di Jülich-Berg      |  |  |       |  |  |                      |  |  |                     |  |
|                                |                     | Guglielmo di Jülich-Berg | Gerardo di Jülich-Berg      |  |  |       |  |  |                      |  |  |                     |  |
|                                |                     | Guglielmo di Jülich-Berg | Sofia di Sassonia-Lauenburg |  |  |       |  |  |                      |  |  |                     |  |
| Maria di Jülich-Berg           |                     | Guglielmo di Jülich-Berg |                             |  |  |       |  |  |                      |  |  |                     |  |
|                                |                     | Sibilla di Hohenzollern  | Alberto III di Brandeburgo  |  |  |       |  |  |                      |  |  |                     |  |
|                                |                     | Sibilla di Hohenzollern  | Alberto III di Brandeburgo  |  |  |       |  |  |                      |  |  |                     |  |
|                                |                     | Sibilla di Hohenzollern  | Anna di Sassonia            |  |  |       |  |  |                      |  |  |                     |  |
| Maddalena di Jülich-Kleve-Berg |                     | Sibilla di Hohenzollern  |                             |  |  |       |  |  |                      |  |  |                     |  |
|                                | Filippo I d'Asburgo | Massimiliano I d'Asburgo |                             |  |  |       |  |  |                      |  |  |                     |  |
|                                | Filippo I d'Asburgo | Massimiliano I d'Asburgo |                             |  |  |       |  |  |                      |  |  |                     |  |
|                                | Filippo I d'Asburgo | Maria di Borgogna        |                             |  |  |       |  |  |                      |  |  |                     |  |
| Ferdinando I d'Asburgo         | Filippo I d'Asburgo |                          |                             |  |  |       |  |  |                      |  |  |                     |  |
|                                |                     | Giovanna di Castiglia    | Ferdinando II d'Aragona     |  |  |       |  |  |                      |  |  |                     |  |
|                                |                     | Giovanna di Castiglia    | Ferdinando II d'Aragona     |  |  |       |  |  |                      |  |  |                     |  |
|                                |                     | Giovanna di Castiglia    | Isabella di Castiglia       |  |  |       |  |  |                      |  |  |                     |  |
| Maria d'Austria                |                     | Giovanna di Castiglia    |                             |  |  |       |  |  |                      |  |  |                     |  |
|                                |                     | Ladislao II di Boemia    | Casimiro IV di Polonia      |  |  |       |  |  |                      |  |  |                     |  |
|                                |                     | Ladislao II di Boemia    | Casimiro IV di Polonia      |  |  |       |  |  |                      |  |  |                     |  |
|                                |                     | Ladislao II di Boemia    | Elisabetta d'Asburgo        |  |  |       |  |  |                      |  |  |                     |  |
| Anna Jagellone                 |                     | Ladislao II di Boemia    |                             |  |  |       |  |  |                      |  |  |                     |  |
|                                |                     | Anna di Foix-Candale     | Gastone II di Foix-Candale  |  |  |       |  |  |                      |  |  |                     |  |
|                                |                     | Anna di Foix-Candale     | Gastone II di Foix-Candale  |  |  |       |  |  |                      |  |  |                     |  |
|                                |                     | Anna di Foix-Candale     | Caterina di Navarra         |  |  |       |  |  |                      |  |  |                     |  |
|                                |                     | Anna di Foix-Candale     |                             |  |  |       |  |  |                      |  |  |                     |  |